# Polarisationsmodulator
Ein Polarisationsmodulator ist ein technisches Gerät, das die Polarisationseigenschaften eines Lichtstrahls periodisch verändert. Dies wird in Modulatoren optischer Spektrometer eingesetzt. Es ist die optische Entsprechung eines Phasenmodulators aus der Elektronik.
Es gibt drei Typen von Polarisationsmodulatoren, die sich im Wesentlichen durch den eingesetzten Polarisatortyp unterscheiden:
1. Modulator mit linear polarisierenden Filtern
2. Modulator mit aktivem Kristall
3. Modulator mit Flüssigkeit als aktivem Medium

## Modulator mit linear polarisierenden Filtern
Ein Linearpolarisator wird auf einer Motorachse montiert, mit der die Polarisationsrichtung des Lichts dann rotiert.
Alternativ werden zwei gegeneinander verdrehte, lineare Polarisationsfilter auf einem schwingenden Arm montiert, der sie abwechselnd in den Strahlengang bewegt.
Ist hinter einer dieser Anordnungen noch ein λ/4-Plättchen fest platziert, im zweiten Fall mit einer Orientierung von 45 Grad gegenüber beiden Linearpolarisatoren, so ist der Lichtstrahl danach abwechselnd rechts- und linkszirkular polarisiert, im ersten Fall mit stetigen Übergängen über lineare Polarisation entlang der optischen Achsen des Plättchens.

## Modulator mit aktivem Kristall
Es gab ein kommerzielles Produkt namens „Phasqeezer“ (sic) der Firma Erdmann & Grün, das aus einem Kristall mit den Eigenschaften einer Verzögerungsplatte bestand, der mechanisch zwischen die Pole eines kräftigen Elektromagneten eingespannt war, und zwar schon mit einiger mechanischer Vorspannung. Wenn man den Magneten mit einer sinusförmigen Wechselspannung beaufschlagte, wurde entsprechend eine wechselnde mechanische Kraft auf den Kristall ausgeübt, wodurch dieser seine optischen Eigenschaften veränderte, so dass auch der Modulationszustand des Lichts dahinter entsprechend wechselte. Ordnete man davor noch einen Linearpolarisator mit geeignet ausgerichteter Polarisationsrichtung an und justierte die mechanische Vorspannung und die Amplitude der Wechselspannung für den Magneten korrekt, dann erhielt man am Ausgang eine stetig zwischen links- und rechtszirkularer Polarisation variierende Lichtwelle.
Ähnlich, nur mit piezoelektrischer statt elektromagnetischer Anregung, funktioniert der Photoelastische Modulator.
Nicht mechanisch, sondern direkt über ein elektrisches Feld dreht die Pockels-Zelle die Polarisationsrichtung.

## Modulator mit Flüssigkeit als aktivem Medium
Dieser Polarisationsmodulatortyp nutzt die Veränderlichkeit des Brechungsindexes von bestimmten Flüssigkeiten durch ein äußeres elektrisches oder magnetisches Feld, siehe Kerr-Zelle bzw. Faraday-Rotator.